# Basileuterus melanogenys
La reinita carinegra (Basileuterus melanogenys) es una especie de ave paseriforme de la familia Parulidae propia de América Central.

## Subespecies
Si bien habita una zona relativamente reducida, existen tres subespecies.
- B. m. melanogenys, la raza nominada, se reproduce en el centro y sur de Costa Rica.
- B. m. eximius muy afincado en una pequeña zona en el oeste de Panamá, y su vientre es un poco más blanco que el de melanogenys.
- B. m. bensoni muy afincado en una pequeña zona en el centro oeste de Panamá, y en sus partes inferiores es más blanco que eximius, presentando un gris más puro en su dorso.

## Descripción
La reinita carinegra mide unos 13 cm de largo y pesa 13 g.  Su corona es rufa, largas supercilias blancas y cachetes negros. Las partes inferiores son verde oliva claro, el pecho es gris-oliva, y su vientre es de un tono blanco amarillento. Ambos sexos son similares, pero las partes inferiores de los juveniles son más marrones, su pecho es de un gris más intenso, y presenta dos franjas de color canela en las alas.

## Distribución y hábitat
Es un residente endémico de las montanas del centro y sur de Costa Rica y oeste de Panamá.
Normalmente habita en bosques de roble con sotobosques densos de bambú desde los 2500 m de altitud hasta la línea de bosque, aunque ocasionalmente se lo encuentra a elevaciones de hasta 1600 m. La pareja construye un nido en forma de domo voluminoso con una entrada en una zona inclinada o en un barranco, y la hembra pone dos huevos blancos.

## Comportamiento
Se alimenta principalmente de insectos y pequeños invertebrados, que captura en el sotobosque.
Su llamado es un tsit grave, y el canto del macho es un farfullo ceceoso tsi tsi wee tsi tsi wu tsi wee.